# تاريخ الإملاء الهولندي
تاريخ الإملاء الهولندي يغطي تغييرات التهجئة في اللغة الهولندية في كل من هولندا والمنطقة المتحدثة بالهولندية فلاندرز في بلجيكا.